# ميريديث مونك
ميريديث مونك (بالإنجليزية: Meredith Monk )‏ (و. 1942  م) هي مغنية، وملحنة، ومصممة رقص، ومخرجة مسرحية أمريكية، ولدت في كوينز، تستخدم آلات بيانو، وهي عضوةٌ في الأكاديمية الأمريكية للفنون والعلوم.

## التعليم
تعلمت في كلية سارة لورانس، وتحصلت منها على بكالوريوس في الفنون (حتى 1964).

## جوائز
حصلت على جوائز منها:
- زمالة غوغنهايم
- Courage Award for the Arts [الإنجليزية]‏
- زمالة ماك آرثر
- Bessie Awards [الإنجليزية]‏.

## وصلات خارجية
- ميريديث مونك على موقع IMDb (الإنجليزية)
- ميريديث مونك على موقع الموسوعة البريطانية (الإنجليزية)
- ميريديث مونك على موقع مونزينجر (الألمانية)
- ميريديث مونك على موقع ميوزك برينز (الإنجليزية)
- ميريديث مونك على موقع إن إن دي بي (الإنجليزية)
- ميريديث مونك على موقع ديسكوغز (الإنجليزية)
- ميريديث مونك على موقع قاعدة بيانات الفيلم (الإنجليزية)
- ميريديث مونك في قاعدة بيانات الأفلام على الإنترنت